# 莫哈末尼扎·莫哈末纳吉
拿督莫哈末尼扎·莫哈末纳吉（1978年5月11日—），马来西亚政治家，为巫统北根区部副主席。他自2022年12月起担任彭亨州议会的柏拉姆再也州议员兼行政议员。

## 生平

### 个人生活和教育
莫哈末尼扎是马来西亚第六任首相纳吉·阿都拉萨与他的第一任妻子东姑再纳·东姑依斯干达的儿子，也是第二任首相敦阿都拉萨的长孙。他是家族五个兄弟姐妹中的长子，其中包括纳吉第二任妻子罗斯玛·曼梳的两个孩子。
他在中学时期于霹雳州江沙馬來学院（MCKK）接受教育，之后前往英国诺丁汉大学和彼得伯勒的奥多学院修读了A-Level课程，获得文学学士和工业经济学士学位。
莫哈末尼扎于2017年至2018年加入马来西亚皇家海军志愿及预备队（PSSTLDM）的志愿军事计划服役，并于2018年晋升为少尉。
他曾担任证券公司顾问和会计师，在2004年加入德勤咨询（Deloitte Consulting）之前，他隶属于德勤的审计和鉴证部门，在此之前，他是埃森哲通信和高科技团队的分析师。另外，他是英格兰和威尔士特许会计师协会（ICAEW）的会计师，也是证券委员会的持牌企业融资从业者。
他于2004年与巫统妇女执行委员马兹纳哈密（Maznah Hamid）的女儿努莎米拉沙欣（Nur Sharmila Shaheen）结婚，两人育有5个孩子。

## 政治生涯
他曾在2008年担任巫统蒂蒂旺沙甘榜峇鲁区达勿路（Jalan Daud）支部的巫统青年领袖。 2018年大选结束后，他从6月23日起取代沙鲁丁·艾哈迈德（Shahruddin Ahmad）担任北根巫统青年领袖。
在2022年马来西亚大选期间，有传闻猜测莫哈末尼扎将作为彭亨州国阵派出的侯选人之一，他可能会代替被判入狱的父亲参加北根国会议席作为他第一次选举。之后在10月13日有消息指出，他并沒有被巫统安排参与第15届全国选举。莫哈末尼扎于10月27日接受《马来前锋报》采访时回应，作为北根巫统青年领袖，他会考虑竞选北根国会或州议会议席，不过作为一名忠诚的党员，他会服从党领导层的任何决定，也会做好参选准备。他在巫统的竞选活动上也继续为捍卫其父亲纳吉的名誉斗争。

### 彭亨州议员（2022至今）
2022年11月，巫统最终决定由前柏拉姆再也州议员赛莫哈末埔基·阿里代表国阵出战北根国会议席，而他被安排竞选北根国席下的N21柏拉姆再也州议席（Peramu Jaya）。2022年彭亨州选举中，他成功以7,823票的多数票击败其他3名候选人赢得该席位。在取得胜选的12天后，他在北根阿布峇卡皇宫举行的行政任命和宣誓授勋仪式中作为彭亨州议会行政委员会（EXCO）成员的10名议员之一宣誓就职。
2023年3月巫统党选期间，莫哈末尼扎在竞选北根区职位时以获得771票击败2013年至2018年的前巫统北根区青年信息主任阿斯马尤丁-乌尤布（Asmayudin Uyub），当选北根区副主席一职直至2026年。

## 观点
莫哈末尼扎是为纳吉·阿都拉萨在2018年马来西亚大选失败入狱后进行辩护的人士之一。 在2022年8月27日巫统党主席特别汇报会上，他认为纳吉为巫统在第14届大选后的失败作出了重大牺牲，在坐牢和自救之间选择了坐牢，而不是做党的叛徒。他表示，纳吉是一个值得信赖和富有同情心的人，但不幸的是，并非所有人对纳吉都是真诚和怀有善意。他指出，纳吉是真正为巫统付出的人，甚至不惜被侮辱和冤枉。莫哈末尼扎要求巫统支持者之间停止争斗，避免浪费他父亲的牺牲。

## 争议

### 拖欠税款
2019年6月25日，马来西亚政府入禀法院起诉纳吉·阿都拉萨家族欠税。2020年7月22日，吉隆坡高等法院宣判批准内陆税收局（IRB）向纳吉家族追讨在2011年至2017年期间所拖欠税款的申请。8月7日，莎阿南高等法院依据简易判决批准内陆税收局的诉讼，宣判莫哈末尼扎要支付2011年至2017年评估的1315万9821令吉的未缴税款。他随后就莎阿南高等法院作出简易判决的决定在8月11日提出上诉。2021年9月3日，莫哈末尼扎与所得税特别委员会（SCIT）达成一项和解协议，他将支付一笔低于内陆税收局要求的金额，并且同意撤销针对高等法院作出有利于内陆税收局判决的上诉。其父亲纳吉随后在面子书发文表示，这一裁判证明内陆税收局在希盟政府时期强加于他的儿子的指控是出于政治动机。

## 封衔
- 彭亨
  -  苏丹阿末沙效忠拿督勋章 (DSAP) - 拿督 (2016)[21]

## 选举成绩
| 年份 | 选区          |  |                   | 得票数 | 得票率 | 竞选对手                                      | 竞选对手                        | 得票数 | 得票率 | 总票数 | 多数票 | 投票率 |
| ---- | ------------- |  | ----------------- | ------ | ------ | --------------------------------------------- | ------------------------------- | ------ | ------ | ------ | ------ | ------ |
| 2022 | N21柏拉姆再也 |  | 莫哈末尼扎 (巫统) | 19,337 | 57.63% |                                               | Abu Talib Muhammad (土著团结党) | 11,514 | 34.31% | 33,555 | 7,823  | 80.05% |
| 2022 | N21柏拉姆再也 |  | 莫哈末尼扎 (巫统) | 19,337 | 57.63% | Tugimon Abdul Hamid (国家诚信党)              | 2,511                           | 7.48%  |        | 33,555 | 7,823  | 80.05% |
| 2022 | N21柏拉姆再也 |  | 莫哈末尼扎 (巫统) | 19,337 | 57.63% | Tengku Zainul Hisham Tengku Hisham (独立人士) | 193                             | 0.58%  |        | 33,555 | 7,823  | 80.05% |